# Winchester (Kentucky)
Winchester é uma cidade localizada no estado americano de Kentucky, no Condado de Clark.

## Demografia
Segundo o censo americano de 2000, a sua população era de 16.724 habitantes.
Em 2006, foi estimada uma população de 16.556, um decréscimo de 168 (-1.0%).

## Geografia
De acordo com o United States Census Bureau tem uma área de
19,9 km², dos quais 19,8 km² cobertos por terra e 0,1 km² cobertos por água. Winchester localiza-se a aproximadamente 277 m acima do nível do mar.

## Localidades na vizinhança
O diagrama seguinte representa as localidades num raio de 28 km ao redor de Winchester.